# Prinzregent

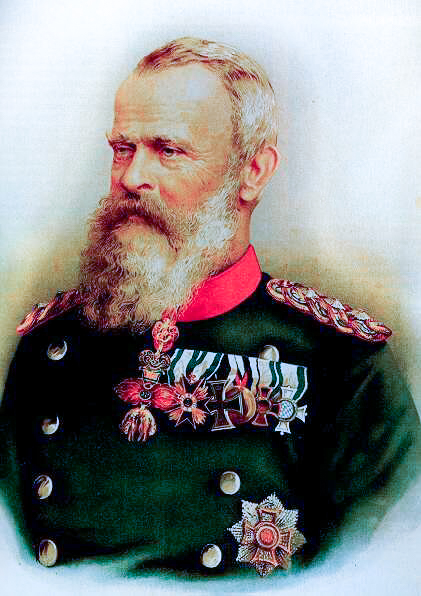
Luitpold, Prinzregent von Bayern

Ein Prinzregent führt die Regierungsgeschäfte vertretungsweise für einen Fürsten, der selbst (wegen Abwesenheit, Minderjährigkeit, Geisteskrankheit oder sonstiger Unmündigkeit) hierzu nicht mehr oder noch nicht in der Lage ist. Regent wurde meist der nach der Primogeniturordnung nächstberufene regierungsfähige Agnat, also beispielsweise der Kronprinz, sofern er volljährig war. Für minderjährige Könige regierten häufig deren Onkel.
Den Prinzregenten für einen Kurfürsten bezeichnete man als Kuradministrator.
Durch ihre lange Amtszeit bekannte Prinzregenten waren zum Beispiel:
- Herzog Philipp von Orléans im Königreich Frankreich: 1715–1723 für den noch unmündigen König Ludwig XV. (die Epoche der Régence).
- Prinz Georg im Vereinigten Königreich: 1811–1820 für den vermutlich an Porphyrie erkrankten  König Georg III. (die Epoche der Regency); nach dessen Tod wurde er 1820 als Georg IV. selbst König.
- Prinz Wilhelm als Prinz von Preußen im Staat Preußen: vom 7. Oktober 1858 bis 2. Januar 1861 für den erkrankten König Friedrich Wilhelm IV. von Preußen, um nach dem Tod seines Bruders dessen Nachfolger als König zu werden.
- Prinz Luitpold im Königreich Bayern: vom 10. Juni 1886 bis 12. Dezember 1912 zunächst für den entmündigten  König Ludwig II., dann für den geisteskranken  König Otto (die „Prinzregentenzeit“).[1]
- Prinz Ludwig im Königreich Bayern: vom 13. Dezember 1912 bis 4. November 1913 für König Otto. Nach einer Verfassungsänderung wurde er am 5. November 1913 selbst König von Bayern.
- Prinz Albrecht von Preußen im Herzogtum Braunschweig: vom 2. November 1885 auf Bestreben Preußens und nach einem Beschluss des Bundesrates anstelle des seine Ansprüche anmeldenden letzten Kronprinzen des untergegangenen Königreichs Hannover, Ernst August (II.) von Hannover, bis zu seinem Tod am 13. September 1906.
- Johann Albrecht Herzog zu Mecklenburg im Großherzogtum Mecklenburg-Schwerin und später im Herzogtum Braunschweig: zunächst vom 11. April 1897 bis 9. April 1901 für seinen minderjährigen Neffen Großherzog Friedrich Franz IV. zu Mecklenburg-Schwerin; später im Herzogtum Braunschweig als Nachfolger für den verstorbenen  Prinzregent Albrecht Prinz von Preußen nach Wahl durch die Braunschweigische Landesversammlung vom 5. Juni 1907 bis zum Regierungsantritt Herzog Ernst August III. von Braunschweig am 1. November 1913; Herzog Johann Albrecht war der einzige Fürst, der das Prinzregentenamt nacheinander in zwei Staaten des Deutschen Reichs ausübte.

Beispiele im 21. Jahrhundert:
- Abdullah ibn Abd al-Aziz in Saudi-Arabien: vom 29. November 1995 bis 1. August 2005 für seinen Halbbruder Fahd ibn Abd al-Aziz, der einen Schlaganfall erlitten hatte, wurde nach dessen Tod selbst König.
- Mohammed bin Salman: regiert Saudi-Arabien seit dem 20. Juni 2017, da sein Vater Salman ibn Abd al-Aziz ebenfalls einen Schlaganfall erlitt.
- Alois von und zu Liechtenstein: regiert Liechtenstein seit dem 16. August 2004, als sein Vater Hans-Adam II. aufgrund eines politischen Skandals die Amtsgeschäfte niederlegte, ohne jedoch zurückzutreten.